# Странджево
Странджево (болг. Странджево) — село в Болгарии. Находится в Кырджалийской области, входит в общину Крумовград. Население составляет 632 человека.

## Политическая ситуация
В местном кметстве Странджево, в состав которого входит Странджево, должность кмета (старосты) исполняет Бекир  Шабан Осман (Движение за права и свободы (ДПС)) по результатам выборов правления кметства.
Кмет (мэр) общины Крумовград — Себихан Керим Мехмед (Движение за права и свободы (ДПС)) по результатам выборов в правление общины.